# Donald Joseph Hying
Donald Joseph Hying (18 de agosto de 1963) é um prelado católico romano norte-americano que é o quinto bispo da Diocese de Madison, Wisconsin. Foi bispo-auxiliar da Arquidiocese de Milwaukee, Wisconsin, de 2011 a 2015 e bispo da Diocese de Gary, Indiana, de 2015 a 2019. Em 25 de abril de 2019, foi nomeado bispo da Diocese de Madison.

## Biografia
O caçula de seis filhos, Donald J. Hying nasceu em West Allis, Wisconsin, filho dos pais Albert e Catherine Hying (ambos falecidos) em 18 de agosto de 1963. Ele frequentou as escolas de ensino fundamental St. Aloysius e Imaculate Heart of Mary, e se formou na Brookfield Central High School. Hying recebeu seu diploma de bacharel pela Universidade Marquette e seu mestrado pelo seminário São Francico de Sales.
Em 20 de maio de 1989, Hying foi ordenado sacerdote para a Arquidiocese de Milwaukee pelo arcebispo Rembert George Weakland, OSB. Ele foi vigário associado da paróquia Santo Antônio, Menomonee Falls, de 1989 a 1994. Hying então serviu como membro da equipe da Paróquia Sagrada Família, República Dominicana, de 1994 a 1997. Ele serviu como administrador temporário da Paróquia São Pedro em 1998, então como vigário associado da Paróquia Santo Antônio, Milwaukee, de 1998 a 1999. Foi nomeado pároco da Paróquia Nossa Senhora da Boa Esperança, Milwaukee, de 1999 a 2005. Em 2006, Hying foi administrador temporário da Paróquia Santo Agostinho, Milwaukee em 2006. Ele então se tornou decano de formação no Seminário São Francisco de Sales de 2005 a 2007. Ele foi nomeado reitor do Seminário São Francisco de Sales pelo arcebispo Timothy Michael Dolan de 2007 a 2011.

### Bispo Auxiliar de Milwaukee
Em 26 de maio de 2011, o Papa Bento XVI nomeou Hying bispo-titular de Regiae e bispo-auxiliar de Milwaukee. Ele foi consagrado em 20 de julho de 2011.

### Bispo de Gary
Em 24 de novembro de 2014, o Papa Francisco nomeou Hying como o quarto bispo da Diocese de Gary, Indiana, e aceitou a renúncia do bispo Dale Joseph Melczek, que apresentou sua renúncia conforme exigido quando atingiu a idade de 75 anos. A posse de Hying em Gary ocorreu em 6 de janeiro de 2015. Enquanto bispo de Gary, Hying supervisionou o primeiro sínodo daquela diocese em 2017.

### Bispo de Madison
Em 25 de abril de 2019, foi nomeado bispo da Diocese de Madison, Wisconsin, para substituir o falecido Robert Charles Morlino. Ele foi instalado em 25 de junho de 2019. Hying foi um dos poucos bispos a criticar publicamente a destruição de estátuas devido aos protestos de George Floyd, especialmente as de Junípero Serra na Califórnia. Ele também condenou o apelo de Shaun King para que as imagens de Jesus como caucasiano fossem destruídas.